# 소장수 (영화)
"소장수"는 1972년에 개봉한 대한민국의 영화이다.

## 캐스팅
- 박노식 : 만석 역
- 임지성 : 옥분 역
- 허장강 : 용팔 역
- 최재호
- 추석양
- 최준
- 장훈
- 라정옥
- 김문주
- 황인철
- 임운학
- 이정애
- 정미경
- 임예심
- 이창식
- 조춘
- 한명환
- 임철우
- 마도식
- 조영수
- 박동룡
- 남성국